# Zmarli w czerwcu 2023

## Czerwiec 2023
- 30 czerwca
  - Monte Cazazza – amerykański muzyk i artysta, jeden z prekursorów stylu Industrial w muzyce elektronicznej[1]
  - Darren Drozdov – amerykański wrestler[2][3]
  - Bob Fernley – brytyjski menadżer sportów motorowych[4]
  - Rick Froberg – amerykański wokalista i gitarzysta, frontman zespołów Drive Like Jehu i Hot Snakes[5]
  - Peter Horbury – brytyjski projektant samochodów, szef designu Volvo Cars w latach 1991–2002 i 2009–2011[6][7]
  - Marian Huczek – polski ekonomista, prof. zw. dr hab.[8]
  - Lord Creator – trynidadzki muzyk, piosenkarz calypso, R&B, ska i rocksteady[9]
  - Edward Łukasik – polski generał brygady, polityk, działacz państwowy i partyjny, poseł na Sejm PRL IX kadencji[10]
  - Malik – polski raper, członek zespołu Born Juices[11][12]
  - Carlos Alberto Montaner – kubański dziennikarz, pisarz, dysydent[13]
  - Vahidin Musemić – bośniacki piłkarz[14]
  - Joanna Muszkowska-Penson – polska lekarka i nauczycielka akademicka, profesor nauk medycznych, działaczka opozycji w okresie PRL, bliska współpracowniczka Lecha Wałęsy[15]
  - Jarosław Pempera – polski specjalista w zakresie automatyki i robotyki, dr hab. inż.[16]
  - Zygmunt Śmigielski – polski przedsiębiorca, kawaler orderów[17]
  - Walentina Zazdrawnych – rosyjska zawodniczka hokeja na trawie, brązowa medalistka olimpijska (1980)[18]
- 29 czerwca
  - Alan Arkin – amerykański aktor[19]
  - Smaro Gaitanidu – grecka aktorka[20]
  - Michał Marian Grzybowski – polski duchowny rzymskokatolicki i historyk Kościoła, prof. dr hab.[21]
  - Christine King Farris – amerykańska działaczka na rzecz praw obywatelskich, nauczycielka i autorka książek[22]
  - Józef Kozioł – polski ekonomista i polityk, wiceprezes Rady Ministrów (1985–1988) i minister ochrony środowiska i zasobów naturalnych (1988–1989)[23][24][25]
  - Tomasz Kwiatkowski – polski perkusista, członek zespołów Cree i Gang Olsena[26]
  - Hipólito Mora – meksykański farmer, twórca i lider antynarkotykowej milicji obywatelskiej[27][28]
  - Andrzej Piotrowski – polski trener lekkoatletyki[29]
  - Angeł Wagenstein – bułgarski pisarz i scenarzysta[30]
  - Angela Zilia – grecka piosenkarka i aktorka[31]
- 28 czerwca
  - Sue Johanson – kanadyjska terapeutka seksualna[32]
  - Lowell Weicker – amerykański polityk, gubernator Connecticut (1991–1995)[33]
- 27 czerwca
  - Joana Brito – meksykańska aktorka[34]
  - Władysław Grabski – polski pneumonolog, prof. dr hab. n. med.[35][36]
  - Mieczysław Krauze – polski lekarz, pediatra, profesor nauk medycznych[37]
  - Bobby Osborne – amerykański muzyk bluegrass[38]
  - Carmen Sevilla – hiszpańska aktorka[39]
  - Max Thompson – angielski piłkarz[40]
  - Jakub Ulewicz – polski aktor[41]
- 26 czerwca
  - Craig Brown – szkocki piłkarz, trener[42]
  - Nicolas Coster – brytyjski aktor[43]
  - Ysabelle Lacamp – francuska pisarka, piosenkarka i aktorka[44]
  - Sanjoy Mitter – indyjski inżynier, wykładowca akademicki[45]
  - David Ogilvy – brytyjski arystokrata, polityk[46]
  - Władimir Siedow – kazachski sztangista, mistrz świata (2009)[47]
- 25 czerwca
  - Wilhelm Büsing – niemiecki jeździec sportowy[48]
  - Simon Crean – australijski prawnik, polityk, lider opozycji (2001–2003), minister handlu (2007–2010)[49]
  - Maria Donevska – macedoński pedagog, pracownik naukowy[50]
  - John B. Goodenough – amerykański fizyk, laureat Nagrody Nobla w dziedzinie chemii (2019)[51]
  - Irena Siła-Nowicka – polska społeczniczka i superstulatka, dama orderów[52]
- 24 czerwca
  - Claude Barzotti – belgijski wokalista włoskiego pochodzenia[53]
  - Kazimierz Bobowski – polski historyk mediewista, profesor[54]
  - Cédric Roussel – belgijski piłkarz[55]
  - Dean Smith – amerykański lekkoatleta, sprinter, mistrz olimpijski (1952)[56]
  - Rachel Yakar – francuska śpiewaczka operowa (sopran)[57]
- 23 czerwca
  - Luís Aleluia – portugalski aktor[58]
  - Miron Borejsza – polski żołnierz podziemia antykomunistycznego, kawaler orderów[59]
  - Frederic Forrest – amerykański aktor[60]
  - Krystyna Froelich-Przybylska – polska aktorka[61]
  - Sheldon Harnick – amerykański pisarz, autor tekstów piosenek[62]
  - Jesse McReynolds – amerykański muzyk bluegrass[63]
  - Willem Nijholt – holenderski aktor, piosenkarz i tancerz[64]
  - Lee Rauch – amerykański perkusista, członek m.in. zespołów Megadeth i Dark Angel[65]
  - Jolanta Saczko – polska biochemiczka, prof. dr hab.[66]
  - Paul de Senneville – francuski kompozytor i producent muzyczny[67]
- 22 czerwca
  - Robert Black – amerykański kontrabasista i pedagog[68]
  - Peter Brötzmann – niemiecki saksofonista i klarnecista jazzowy[69]
  - Dariusz Brykalski – polski specjalista medycyny nuklearnej, prof. dr hab.[70]
  - Adam Cymer – polski ekonomista i publicysta[71][72]
  - Stéphane Demol – belgijski piłkarz[73]
  - Horst-Dieter Höttges – niemiecki piłkarz[74]
  - Jacques Ishaq – iracki duchowny chaldejski, arcybiskup tytularny, archieparcha Irbilu (1997–1999), biskup kurialny chaldejskiego patriarchatu Babilonu (2005–2014)[75]
  - Henryk Kisielewski – polski polityk i samorządowiec, poseł na Sejm II kadencji (1993–1997), wójt gminy Brudzeń Duży (2002–2010)[76]
  - Bożena Kowalska – polska historyczka, krytyczka i teoretyczka sztuki[77]
  - Gerard Lewandowski – polski działacz opozycji demokratycznej w PRL, kawaler orderów[78]
  - Harry Markowitz – amerykański ekonomista, laureat Nagrody Banku Szwecji im. Alfreda Nobla w dziedzinie ekonomii (1990)[79]
  - Roman Mierzecki – polski chemik, prof. dr hab.[80][81]
  - Stanisław Ochmański – polski reżyser teatrów lalkowych[82]
  - Della Pascoe – brytyjska sprinterka[83]
- 21 czerwca
  - Guillermo Escalada – urugwajski piłkarz[84]
  - Winnie Ewing – brytyjska prawnik, polityk, eurodeputowana (1975–1999)[85]
  - Krzysztof Lancman – polski działacz opozycji demokratycznej w PRL, kawaler orderów[86]
  - Joanna Ruf – niemiecka pielęgniarka, autorka wspomnień z czasów II wojny światowej[87]
  - Vytautas Šustauskas – litewski inżynier, samorządowiec, polityk, mer Kowna (2000)[88]
- 20 czerwca
  - Krzysztof Baldy – polski samorządowiec, dyrektor Parku Narodowego Gór Stołowych (2001–2007), starosta kłodzki (2007–2010)[89]
  - Choi Sung-bong – południowokoreański wokalista[90]
  - Rogelio Esquivel Medina – meksykański duchowny rzymskokatolicki, biskup pomocniczy Meksyku (2001–2008)[91]
  - Paolo Zavalloni – włoski piosenkarz i kompozytor[92]
  - Andrzej Hermanowicz - bohater dokumentu „Drwale i inne opowieści Bieszczadu” znany jako Hos Andrzej.
- 19 czerwca
  - Maria Bojarska – polska pisarka, teatrolog, krytyk teatralny, historyk teatru[93]
  - Karolis Chvedukas – litewski piłkarz[94]
  - Jan Lewandowski – polski historyk[95]
  - Jim McCourt – irlandzki bokser[96]
  - Max Morath – amerykański pianista ragtime, kompozytor, aktor i dramaturg[97]
  - Gabriele Schnaut – niemiecka śpiewaczka operowa (sopran)[98]
  - Ryan Siew – australijski gitarzysta członek zespołu Polarsi[99]
  - Wojciech „Major” Suchodolski – polski patostreamer, znany ze współpracy z Krzysztofem Kononowiczem[100]
- 18 czerwca
  - Piotr Golema – polski dyplomata, radca-minister, konsul generalny RP w Hamburgu (2017–2019)[101]
  - Hamish Harding – brytyjski przedsiębiorca, pilot, badacz i turysta kosmiczny[102]
  - Paweł Kotwica – polski dziennikarz sportowy[103]
  - Krzysztof Olesiński – polski basista rockowy, w latach 1979–1980 i 1992–2003 członek zespołu Maanam[104]
  - Stockton Rush – amerykański przedsiębiorca, inżynier i pilot[105]
  - Cornel Țăranu – rumuński kompozytor[106]
  - Teresa Taylor – amerykańska perkusistka punkrockowego zespołu Butthole Surfers[107]
  - Jolanta Wadowska-Król – polska lekarka, pediatra[108]
- 17 czerwca
  - Michał Oliwiecki – polski działacz państwowy, prezydent Elbląga (1987–1990)[109]
  - Naum Prifti – albański pisarz, dramaturg i scenarzysta filmowy[110]
  - Ligia Seman – rumuńska pisarka i poetka[111]
- 16 czerwca
  - Nicola de Angelis – włoski duchowny rzymskokatolicki, biskup pomocniczy Toronto (1992–2002), biskup Peterborough (2002–2014)[112]
  - Peter Dickinson – angielski muzykolog, kompozytor i pianista[113]
  - Daniel Ellsberg – amerykański ekonomista[114]
  - Ben Helfgott – brytyjski sztangista, ocalały z Holocaustu[115]
  - Gino Mäder – szwajcarski kolarz szosowy[116]
  - Alfredo Rojas – argentyński piłkarz[117]
  - Hanna Zembrzuska – polska aktorka[118]
- 15 czerwca
  - James Hardy – australijski przedsiębiorca, producent wina, żeglarz sportowy[119]
  - Glenda Jackson – brytyjska aktorka[120]
  - Gordon McQueen – szkocki piłkarz, trener[121]
  - Zofia Melechówna – polska aktorka[122]
  - Donald Triplett – Amerykanin, pierwsza osoba, u której zdiagnozowano autyzm[123]
  - Bohdan Urbankowski – polski poeta, eseista, dramaturg[124]
- 14 czerwca
  - Robert Gottlieb – amerykański pisarz i redaktor[125]
  - John Hollins – angielski piłkarz, trener[126]
  - Nikołaj Swiridow – rosyjski lekkoatleta, długodystansowiec[127]
  - Maurice Taylor – brytyjski duchowny rzymskokatolicki, biskup Galloway (1981–2004)[128]
  - Kurt Wünsche – wschodnioniemiecki prawnik i działacz partyjny, wicepremier (1965–1972) i minister sprawiedliwości (1967–1972, 1990)[129]
- 13 czerwca
  - Pierre Cabanes – francuski historyk[130]
  - Christy Dignam – irlandzki wokalista, lider zespołu Aslan[131]
  - Josef Dreier – niemiecki polityk, sekretarz stanu w Ministerstwie Kultury i Sztuki Badenii Wirtembergii (1992–1996)[132]
  - Jean-Pierre Marongiu – francuski pisarz i przedsiębiorca[133]
  - Cormac McCarthy – amerykański pisarz, dramaturg, scenarzysta filmowy[134]
- 12 czerwca
  - Silvio Berlusconi – włoski przedsiębiorca, polityk, premier Włoch (1994–1995, 2001–2006 i 2008–2011), parlamentarzysta krajowy i europejski[135]
  - Patrick Gasienica – amerykański skoczek narciarski[136]
  - Mette Gjerskov – duńska polityk, minister rolnictwa (2011–2013)[137]
  - Harvey Glance – amerykański lekkoatleta, sprinter, mistrz olimpijski (1976), mistrz świata (1987)[138]
  - Siergiej Gorjaczew – rosyjski wojskowy, generał major Sił Zbrojnych Federacji Rosyjskiej[139]
  - Zbigniew Hałatek – polski operator filmowy[140]
  - Carol Higgins Clark – amerykańska pisarka powieści kryminalnych[141]
  - Grace Jones – angielska superstulatka, w momencie poprzedzającym śmierć najstarsza osoba w Wielkiej Brytanii[142]
  - Dariusz Kąkol – polski perkusista, jeden z założycieli zespołu Róże Europy[143]
  - Marek Makuch – polski basista, członek zespołu Bajm[144]
  - Richard Severo – amerykański dziennikarz[145]
  - Treat Williams – amerykański aktor[146]
  - Jadwiga Wolf – polska działaczka konspiracji w czasie II wojny światowej, uczestnikcza powstania warszawskiego[147]
  - Wiaczesław Zajcew – rosyjski siatkarz, mistrz olimpijski (1980)[148]
- 11 czerwca
  - László Balogh – węgierski malarz[149]
  - Charles Cadogan – brytyjski arystokrata, przedsiębiorca, działacz sportowy, prezes Chelsea F.C. (1981–1982)[150]
  - Stanley Clinton Davis – brytyjski polityk i prawnik, członek Izby Gmin i Izby Lordów, komisarz europejski (1985–1989)[151]
  - Zbigniew Kołder – polski architekt[152]
  - Silvia Năstase – rumuńska aktorka[153]
  - Magda Saleh – egipska tancerka baletowa[154]
- 10 czerwca
  - Ted Kaczynski – amerykański matematyk i terrorysta[155]
  - Tadeusz Kadenacy – polski działacz opozycji demokratycznej w PRL, kawaler orderów[156]
  - Jannis Markopulos – grecki kompozytor[157]
  - Berdybek Saparbajew – kazachski polityk, minister pracy i opieki społecznej (2007–2009), wicepremier (2014–2015, 2019–2020)[158]
- 9 czerwca
  - Barbara Borys-Damięcka – polska reżyser teatralna i telewizyjna, polityk, senator RP (2007–2023)[159]
  - Véronique Jardin-Gastaldello – francuska pływaczka[160]
  - Zdzisław Jan Jońca – polski architekt[161]
  - Eric Kokish – kanadyjski brydżysta[162]
  - Helmar Müller – niemiecki lekkoatleta, sprinter[163]
  - Firouz Naderi – amerykański naukowiec pochodzenia irańskiego, pracownik NASA[164]
  - Alain Touraine – francuski socjolog[165]
- 8 czerwca
  - Klaus Beer – niemiecki lekkoatleta, skoczek w dal[166]
  - Guido Bodrato – włoski ekonomista, polityk, minister edukacji (1980–1982), eurodeputowany (1999–2004)[167]
  - Julie Garwood – amerykańska pisarka[168]
  - Renato Longo – włoski kolarz przełajowy, torowy i szosowy[169]
  - Domingo Perurena – hiszpański kolarz torowy i szosowy[170]
  - Maria Peschek – niemiecka artystka kabaretowa i aktorka[171]
  - Ralé Rašić – serbski piłkarz, trener[172]
  - Pat Robertson – amerykański duchowny i teleewangelista ewangelikalny, pisarz, polityk[173]
- 7 czerwca
  - Irma Capece Minutolo – włoska aktorka[174]
  - Saskia Hamilton – amerykańska poetka[175]
  - The Iron Sheik – irański wrestler[176]
- 6 czerwca
  - Françoise Gilot – francuska malarka, kochanka Pabla Picassa[177]
  - Peter Henrici – szwajcarski duchowny rzymskokatolicki, jezuita, biskup pomocniczy Chur (1993–2007)[178]
  - Lino Jordan – włoski biathlonista[179]
  - Mike McFarlane – brytyjski lekkoatleta, sprinter[180]
  - Tony McPhee – angielski gitarzysta bluesowy[181]
  - Tadeusz Skatuła – polski samorządowiec, starosta wodzisławski (2006–2010, 2018–2023)[182]
  - William Spriggs – amerykański ekonomista[183]
- 5 czerwca
  - Bolesław Fujarczuk – polski żołnierz w czasie II wojny światowej, kawaler orderów[184]
  - Astrud Gilberto – brazylijska piosenkarka jazzowa[185]
  - Robert Hanssen – amerykański agent FBI, przestępca, szpieg radzieckiego wywiadu wojskowego GRU[186]
  - Wadym Małachatko – ukraiński szachista[187]
  - John Morris – brytyjski prawnik, polityk, minister ds. Walii (1974–1979), prokurator generalny Anglii i Walii (1997–1999)[188]
  - Szymon Pilecki – polski specjalista inżynierii materiałowej, przewodniczący Karaimskiego Związku Religijnego[189]
- 4 czerwca
  - Macram Max Gassis – sudański duchowny rzymskokatolicki, kombonianin, biskup diecezjalny Al-Ubajjid (1988–2013)[190]
  - Józef Klasa – polski polityk i dyplomata, działacz PZPR[191]
  - Zdzisław Kordel – polski profesor nauk ekonomicznych, wykładowca akademicki[192][193][194][195]
  - Luigi Marrucci – włoski duchowny rzymskokatolicki, biskup Civitavecchia-Tarquinia (2011–2020)[196]
  - George Winston – amerykański pianista[197]
- 3 czerwca
  - Paul Geoffrey – amerykański aktor filmowy[198]
  - Aleksander Grygorowicz – polski architekt, urbanista i planista, prof. dr hab. inż. arch.[199]
  - Ireneusz Hartowicz – polski operator filmowy[200]
  - Jim Hines – amerykański lekkoatleta, sprinter, mistrz olimpijski (1968)[201]
  - John Regala – filipiński aktor i ekolog[202]
  - Michael Jarboe Sheehan – amerykański duchowny rzymskokatolicki, biskup Lubbock (1983–1993), arcybiskup Santa Fe (1993–2015)[203]
- 2 czerwca
  - Mihail Kostarakos – grecki generał, szef sztabu generalnego (2011–2015)[204]
  - George Riddle – amerykański aktor[205]
  - Jacques Rozier – francuski reżyser i scenarzysta filmowy[206]
  - Kaija Saariaho – fińska kompozytorka[207]
- 1 czerwca
  - Michael Batayeh – amerykański aktor[208]
  - Margit Carstensen – niemiecka aktorka[209]
  - Robert Rigot – francuski rzeźbiarz[210]
  - Cynthia Weil – amerykańska autorka tekstów piosenek[211]

- data dzienna nieznana
  - Andrzej Franciszek Burewicz – polski chemik, prof. dr hab.[212]
  - Vratislav Vajnar – czechosłowacki polityk, minister spraw wewnętrznych Czechosłowackiej Republiki Socjalistycznej (1983–1988)[213]